# Kristján Jónsson fjallaskáld
Kristján Jónsson fjallaskáld, född 20 juni 1842 i Kelduhverfi, död 9 april 1869, var en isländsk skald.
Kristján tillhörde fattigvården, tills han blev konfirmerad, och gav sig då ut för att tjäna. Redan som barn skrev han vers. Några dikter, som han i sitt 20:e år fick införda i Akureyri- och Reykjavikstidningar, däribland Dettifoss, gjorde honom känd över hela landet, och han erhöll understöd, så att han kunde besöka Reykjaviks latinskola. Där fortsatte han att dikta, men förföll på grund av dryckenskap.
Kristjáns samlade dikter, Ljoðmæli (1872 och 1890), vittnar om påverkan av både äldre isländska skalder, särskilt Benedikt Sveinbjarnarson Gröndal, och en del utländska, såsom Lord Byron och Heinrich Heine, men med en utpräglad personlig egenart. Han översatte stycken av Byron och Heine samt av bland andra Thomas Moore, Friedrich Schiller, Carl Michael Bellman, Esaias Tegnér och Johan Ludvig Runeberg.